# Rabona (personaje)

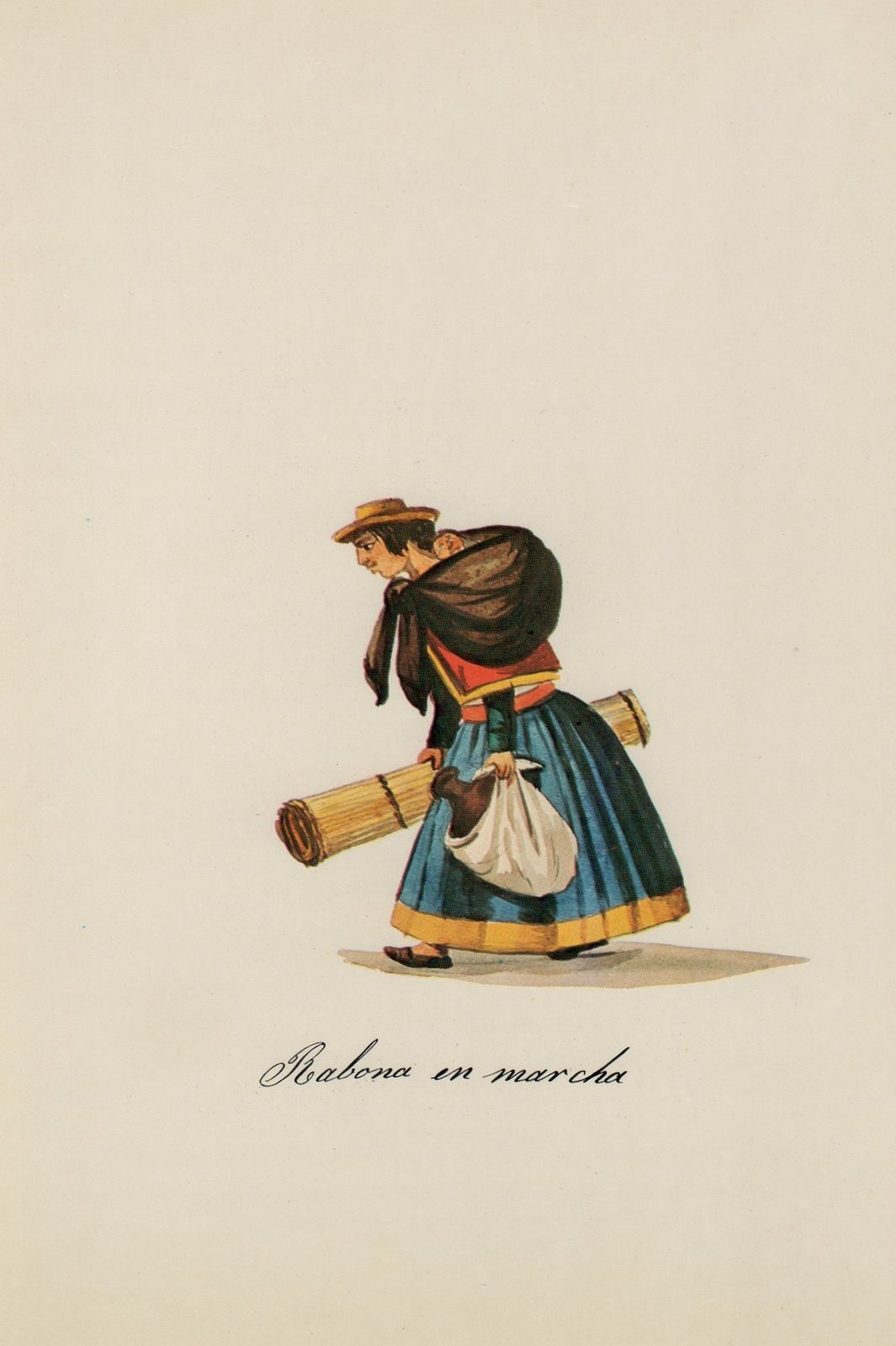
Rabona en marcha, acuarela de Pancho Fierro de mediados del.

Rabona es como se conoce en Bolivia y Perú a la mujer que solía acompañar a los soldados de infantería en las marchas y campañas militares del siglo XIX. Su nombre deriva del hecho de que generalmente marchaba en la cola "rabo", de las columnas y aunque también se le conocía como cantinera, el término original era el más extendido.

## Funciones
Al darse el alto, las rabonas preparaban la comida y atendían a sus maridos, parejas o familiares, reparando los uniformes y realizando otras tareas de cuidado, que en esa época  podían considerarse de logística. La escritora francesa Flora Tristán en su obra Peregrinaciones de una paria, que narra entre otras cosas los sucesos de la guerra civil peruana de 1835-1835, las llama las vivandières de la América del Sur, término utilizado en la Francia Napoleónica para referirse a las que acompañaban al ejército francés como cantineras o vendedoras de provisiones, aunque las características propias de las rabonas eran diferentes como refiere sorprendida la misma Flora Tristán.

Las rabonas están armadas. Cargan sobre mulas las marmitas, las tiendas y en fin todo el bagaje. Arrastran en su séquito a una multitud de niños de toda edad. Hacen partir a sus mulas al trote, las siguen corriendo, trepan así las altas montañas cubiertas de nieve y atraviesan los ríos a nado llevando uno y a veces dos hijos a sus espaldas. Cuando llegan al lugar que se les ha asignado se ocupan primero en escoger el mejor sitio para acampar. Enseguida descargan las mulas, arman las tiendas, amamantan y acuestan a los niños, encienden los fuegos y cocinan. Si no están muy alejadas de un sitio habitado van en destacamento en busca de provisiones. Se arrojan sobre el pueblo como bestias hambrientas y piden a los habitantes víveres para el ejército. Cuando los dan con buena voluntad no hacen daño alguno, pero cuando se les resiste se baten como leonas y con valor salvaje triunfan siempre de la resistencia...Estas mujeres proveen a las necesidades del soldado, lavan y componen sus vestidos...Viven con los soldados, comen con ellos, se detienen donde ellos acampan, están expuestas a los mismos peligros y soportan aun mayores fatigas...Cuando se piensa en que, además de llevar esta vida de penurias y peligros cumplen los deberes de la maternidad, se admira uno de lo que puedan resistir.
Peregrinaciones de una paria

## Origen

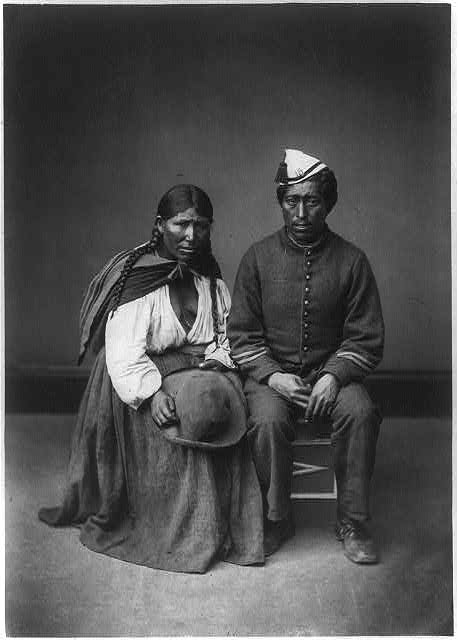
Soldado peruano y rabona, fotografía de Eugenio Courret.

El origen de la rabona se remonta al ejército realista peruano de la guerra de independencia, donde los oficiales permitían que las mujeres de los reclutas, generalmente indígenas y mestizos de la Sierra, les acompañaran en campaña incluso con sus pequeños hijos a cuestas para de esta manera evitar la desmoralización y deserción de la tropa durante los primeros meses del adiestramiento. Con el tiempo muchas de ellas terminaban formando parte integrante del batallón y no era inusual que caído su hombre en combate le prodigaran los primeros auxilios o asistieran en su agonía llegando a tomar incluso el fusil de aquel para continuar combatiendo. Los hijos nacidos o criados en campaña solían pasar el resto de su vida ligados a la milicia incorporándose como tamborileros desde la niñez o como soldados desde la adolescencia.
El general español Andrés García Camba refiere en sus memorias como durante la batalla de Umachiri el campamento realista fue atacado por un numeroso contingente de rebeldes siendo que la defensa fue obra de los pocos soldados que se encontraban y las mujeres que acompañaban al ejército quienes dirigidos por un capellán lograron rechazar el ataque. El mismo oficial señala luego que en 1817 el virrey Pezuela trató infructuosamente de desterrar esta perniciosa costumbre de que un ejército de mujeres siguiera a las tropas en sus expediciones en el Alto Perú las cuales si bien ofrecían la conveniencia de preparar diligentes la comida de sus relacionados... aumentaban desmedidamente el consumo y eran una langosta para los pueblos, haciendas o rancherías por donde pasaban.
Un caso particular se presenta en las memorias del general argentino Gregorio Aráoz de Lamadrid, donde al narrar su última incursión en el Alto Perú en 1817 refiere:

Como no había yo permitido que siguiera a la división desde Tucumán, una sola mujer pues no sirven estas sino para montar los mejores caballos de los soldados, distraer a estos, consumirles sus vestuarios y merodear en las marchas cuanto encuentren a mano separándose de los caminos, di una fuerte orden a la división prohibiendo que siguiera mujer alguna, [...] mas como podía haber entre ellas algunas mujeres legítimas dispuse que quedaran estas a cargo del gobierno [...] y que se les pasara una pequeña pensión a cuenta del haber de sus maridos hasta mi regreso, pues fueron muy pocas.

## En el frente

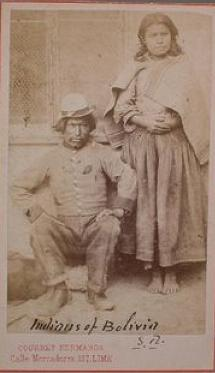
Soldado boliviano y rabona, reproducción del archivo Courret.

En todas las guerras externas y civiles del Perú y Bolivia del siglo XIX, la rabona fue un personaje cotidiano del medio ligado generalmente al soldado andino de infantería.
De esta manera el geógrafo e investigador británico sir Clements R. Markham referiría sobre el ejército peruano en su obra "La guerra entre el Perú y Chile" publicada en Londres en 1881:

Se permite a las mujeres de los reclutas, llamadas rabonas, seguir a los regimientos en que sirven sus maridos. No reciben ración sino que se alimentan con parte de la que toca a sus cónyuges. Estas fieles y sufridas criaturas siguen a los ejércitos en sus largas y fatigosas marchas, llevando las mochilas y utensilios de cocina, carga que a veces agrava el peso de un niño de pecho. No bien se hace alto, la rabona se afana en preparar el alimento de su marido, que por lo común, tiene ya dispuesto al romperse las filas. En el combate se le ve atendiendo a los heridos, satisfaciendo sus necesidades y mitigando el sufrimiento de la sed intensa. El agua es escasísimo y precioso elemento en los arenales del Perú, mas la rabona casi siempre se ingenia para tener con que humedecer los labios del herido. Otras veces, puede vérsela buscando el yacente cadáver de su amado e imprimiendo en sus labios el último beso, indiferente a las balas que silban en su derredor.

No obstante esta descripción en ocasiones las rabonas recibían un pago de la caja del cuerpo como si formaran parte de él y eran empadronadas en listados elaborados por la inspectoría del ejército donde se consignaba su nombre y el "soldado a que pertenece". En el periódico "El Nacional" del 9 de diciembre de 1876 dice:

Las rabonas del batallón Ayacucho en número de doscientas fueron hoy al palacio de gobierno, pidiendo se les remitiera al lugar donde se encuentran sus esposos. Las amorosas, como también se les llama, renuncian al diario pago que se les da, a fin de cubrir con él los gastos que ocasione su viaje.

Cuando ascendía a la cuesta, era verdaderamente conmovedor el espectáculo que ofrecían unas 300 o 500 rabonas, descendiendo hacia Tacna con sus hijos a la espalda, sus ollas de comida en la mano, las lágrimas en los ojos y una queja dolorida en los labios.
Capitán argentino Florencio del Marmol, agregado al estado mayor boliviano, refiriendo la batalla de Tacna, 26 de mayo de 1880

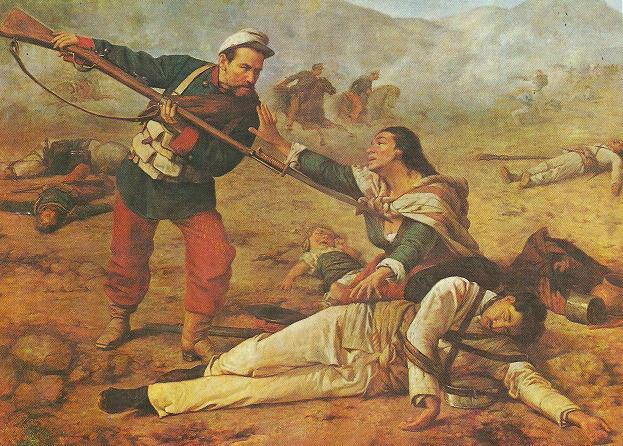
El repase, óleo de Ramón Muñiz, que representa a un soldado chileno a punto de ultimar a un herido peruano que es auxiliado por una rabona.

Aunque al iniciarse el combate eran generalmente enviadas a retaguardia para colaborar con los servicios de ambulancia, algunas llegaban a tomar parte en las acciones y por sus méritos militares eran promovidas en el mismo campo de batalla e incluso se hacían merecedoras de una pensión militar como cualquier veterano si es que resultaban heridas. Tal fue el caso de María Olinda Reyes —rabona pierolista conocida entre la tropa como Marta, quien participó en la guerra con Chile y la guerra civil de 1895, donde alcanzó el grado de capitana obteniendo perdurable fama en el ejército—, quien es recordada en una marinera: muchachos vamos a Lima que viene la montonera, con Felipe Santiago Oré y Marta la cantinera.
A principios del siglo XX, la figura de la rabona fue desapareciendo paulatinamente debido a las reformas implementadas en el ejército y las variaciones en el servicio, convirtiéndose finalmente en un personaje del recuerdo.

## En la ficción
En 2018 se estrenó el cortometraje peruano Rabonas. Las mujeres de la guerra centrado en la vida de Leonor Ordóñez.